# ユーディの光

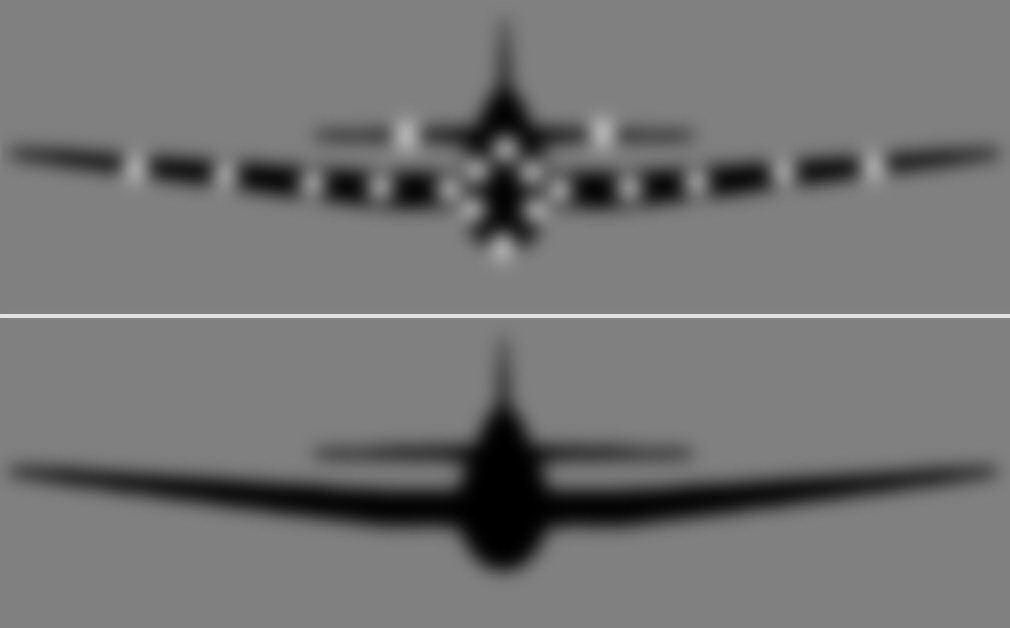
ユーディの光を作動させたアヴェンジャー雷撃機（上）と通常の同機（下）

ユーディの光（ユーディのひかり、Yehudi lights IPA: /jəˈ huː di/
）は機体の下部を照明によって照らし出して明るくし、地上や海上から空中の航空機を見た場合に背景となる空と同じ明るさにして、光学的なステルス性を得るという方法。

## 概要
第二次世界大戦中にドイツ海軍のUボートへの攻撃任務についていたイギリス空軍のショート サンダーランド飛行艇によって用いられて成功を収めた。1945年にはアメリカ海軍のアヴェンジャー雷撃機によって用いられ、船上からは約1,000mに近づくまで発見されなかった。
その後のレーダーの発達でこの技術は使用されなくなったが、近年のステルス技術の発展によって再び関心が寄せられている。

## その他
- Boeing Bird of Prey
- isoluminance effect